# Пілсен (Вісконсин)
Пілсен (англ. Pilsen) — місто (англ. town) в США, в окрузі Бейфілд штату Вісконсин. Населення — 216 осіб (2020).

## Демографія
Згідно з переписом 2010 року, у місті мешкало 210 осіб у 99 домогосподарствах у складі 69 родин. Було 135 помешкань
Расовий склад населення:
| - 94,8 % — білих - 1,9 % — корінних американців |

До двох чи більше рас належало 3,3 %. Частка іспаномовних становила 1,9 % від усіх жителів.
За віковим діапазоном населення розподілялося таким чином: 13,3 % — особи молодші 18 років, 60,5 % — особи у віці 18—64 років, 26,2 % — особи у віці 65 років та старші. Медіана віку мешканця становила 53,0 року. На 100 осіб жіночої статі у місті припадало 107,9 чоловіків;  на 100 жінок у віці від 18 років та старших — 106,8 чоловіків також старших 18 років.
Середній дохід на одне домашнє господарство  становив 64 347 доларів США (медіана — 58 750), а середній дохід на одну сім'ю — 65 922 долари (медіана — 59 063). Медіана доходів становила 50 625 доларів для чоловіків та 35 833 долари для жінок. За межею бідності перебувало 3,1 % осіб, у тому числі 0,0 % дітей у віці до 18 років та 14,3 % осіб у віці 65 років та старших.
Цивільне працевлаштоване населення становило 113 осіб. Основні галузі зайнятості: освіта, охорона здоров'я та соціальна допомога — 27,4 %, будівництво — 16,8 %, виробництво — 12,4 %.